# Antonio Marin
Antonio Marin (Zagreb, 9 januari 2001) is een Kroatisch voetballer die doorgaans als aanvaller speelt. Hij maakte in 2018 zijn debuut in het betaald voetbal in het shirt van Dinamo Zagreb.

## Carrière
Marin werd in 2009 opgenomen in de jeugdopleiding van Dinamo Zagreb. Hiervoor debuteerde hij op 19 mei 2018 in het eerste elftal. Hij viel toen in de 66e minuut in voor Izet Hajrović tijdens een met 3–1 gewonnen wedstrijd in de 1. HNL, thuis tegen Inter Zaprešić. Na nog een paar invulbeurten in het volgende seizoen, kreeg hij op 19 april 2019 voor het eerst een basisplaats, uit bij Slaven Belupo (0–1 winst).

## Clubstatistieken
| Seizoen | Club          | Competitie | Competitie | Competitie | Beker | Beker | Internationaal | Internationaal | Totaal | Totaal |
| Seizoen | Club          | Competitie | Wed.       | Dlp.       | Wed.  | Dlp.  | Wed.           | Dlp.           | Wed.   | Dlp.   |
| ------- | ------------- | ---------- | ---------- | ---------- | ----- | ----- | -------------- | -------------- | ------ | ------ |
| 2017/18 | Dinamo Zagreb | 1. HNL     | 1          | 0          | 0     | 0     | 0              | 0              | 1      | 0      |
| 2018/19 | Dinamo Zagreb | 1. HNL     | 7          | 0          | 1     | 0     | 0              | 0              | 8      | 0      |
| 2019/20 | Dinamo Zagreb | 1. HNL     | 13         | 1          | 1     | 0     | 0              | 0              | 14     | 1      |
| 2020/21 | Dinamo Zagreb | 1. HNL     | 0          | 0          | 0     | 0     | 0              | 0              | 0      | 0      |
| 2020/21 | → AC Monza    | Serie B    | 2          | 0          | 1     | 0     | 0              | 0              | 3      | 0      |
| Totaal  | Totaal        | Totaal     | 8          | 0          | 1     | 0     | 0              | 0              | 9      | 0      |

Bijgewerkt t/m 30 mei 2019

## Interlandcarrière
Marin maakte deel uit van verschillende Kroatische nationale jeugdselecties. Hij nam met Kroatië –17 deel aan het EK –17 van 2017 in eigen land.

## Erelijst
| Kampioen 1. HNL | 2x | 2017/18, 2018/19, 2019/20 |

1 Zagorac ·
2 Moharrami ·
3 Ogiwara ·
4 Torrente ·
5 Ademi  ·
6 Bernauer ·
7 Stojković ·
8 Kačavenda ·
9 Petković ·
10 Baturina ·
11 Hoxha ·
13 Mmaee ·
14 Oliveras ·
17 Kulenović ·
18 Pierre-Gabriel ·
19 Córdoba ·
20 Pjaca ·
21 Mbuku ·
22 Ristovski ·
23 Filipović ·
25 Sučić ·
27 Mišić ·
28 Théophile-Catherine ·
30 Rog · 
33 Nevistić ·
35 Mikić ·
39 Perković ·
55 Perić ·
77 Špikić ·
Coach: Bjelica
· Assistent-coach: Bule